# Florian Pittiș
Florian Pittiș, né à Bucarest (Roumanie) le 4 octobre 1943 et mort dans cette ville le 5 août 2007, est un acteur, metteur en scène, chanteur folk rock et producteur de radio roumain.

## Biographie
Florian Pittiș étudie au collège national Gheorghe Lazăr de Bucarest puis à l'Institut national de théâtre. Acteur, il travaille au théâtre Bulandra (ro) à Bucarest, où il joue sous la direction de metteurs en scène comme Andrei Șerban (en), Liviu Ciulei et Alexandru Tocilescu (ro). Au début des années 1970, il étudie à Paris avec le mime Marcel Marceau.
En 1992, il est l'un des membres fondateurs du groupe Pasărea Colibri (en).
Franc-maçon, il est le porte-parole de la Grande Loge nationale roumaine.
Florian Pittiș meurt à l'hôpital d'un cancer de la prostate en 2007 et est inhumé au cimetière Bellu à Bucarest.